# Andrzej Paczkowski

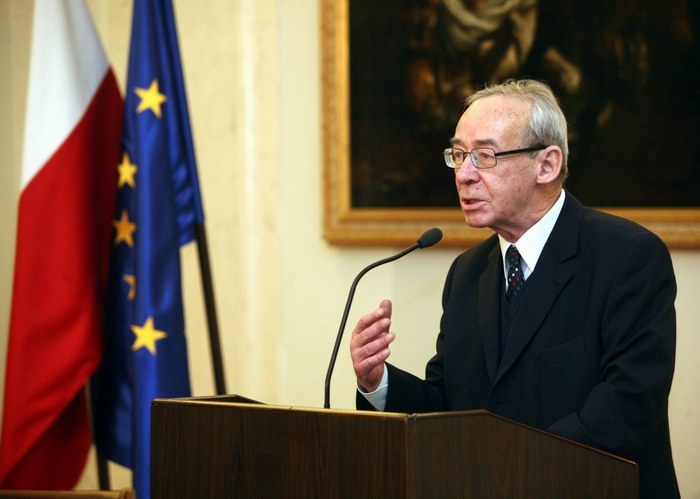
Konferencja „Rok 1989 – narodziny wolności” w Pałacu Prezydenckim, 6 lutego 2009

Andrzej Paczkowski (ur. 1 października 1938 w Krasnymstawie) – polski historyk, naukowiec, wykładowca akademicki, profesor nauk humanistycznych, a także alpinista. W okresie PRL działacz opozycji demokratycznej, w III RP członek Kolegium Instytutu Pamięci Narodowej dwóch kadencji (1999–2011), następnie do 2016 członek Rady IPN. W latach 1974–1995 (przez siedem kadencji) prezes Polskiego Związku Alpinizmu.

## Życiorys

### Okres PRL
W 1960 ukończył studia na Wydziale Historycznym Uniwersytetu Warszawskiego (jego promotorem był Henryk Jabłoński). W 1966 obronił doktorat, habilitował się w 1975. Do 1974 był zatrudniony w Instytucie Badań Literackich Polskiej Akademii Nauk. W latach 1975–1980 pracował w Bibliotece Narodowej, a w latach 1980–1990 w Instytucie Historii PAN. Początkowo jego zainteresowania naukowe były związane z historią prasy polskiej. W latach 80. był wydawcą wielu materiałów źródłowych związanych z działalnością „Solidarności” w latach 1980–1981, a w 1986 wydał zasadniczo niedostępne wówczas dokumenty KC PZPR w zbiorze Gomułka i inni. Dokumenty z archiwum KC 1948–1982.
Od września 1980 był członkiem NSZZ „Solidarność”. Był ekspertem Ośrodka Prac Społeczno-Zawodowych przy Krajowej Komisji Porozumiewawczej związku. Jesienią 1981 uczestniczył w formułowaniu programu Klubów Rzeczypospolitej Samorządnej „Wolność-Sprawiedliwość-Niepodległość”. Prowadził wykłady i publikował w prasie związkowej artykuły dotyczące najnowszej historii Polski. Po ogłoszeniu stanu wojennego pisał w drugoobiegowym „Tygodniku Wojennym”, współpracował z „Tygodnikiem Mazowsze”. Był członkiem Społecznego Komitetu Nauki opiniującym wnioski o pomoc finansową dla wydawnictw podziemnych i o stypendia w zakresie nauk humanistycznych. W 1983 był jednym z założycieli Archiwum Solidarności, w ramach którego do 1989 wydano 24 tomy relacji i dokumentów.

### III Rzeczpospolita
W 1990 rozpoczął pracę w Instytucie Studiów Politycznych PAN, gdzie następnie został kierownikiem Zakładu Historii Najnowszej. W 1991 otrzymał tytuł naukowy profesora. Był stypendystą m.in. Instytutu Nauk o Człowieku w Wiedniu (1996), Woodrow Wilson International Center for Scholars w Waszyngtonie (2000–2001), Norweskiego Instytutu Noblowskiego (2002). Wszedł w skład zespołów redakcyjnych „Totalitarian Movements and Political Religions” (Frank Cass Publishers), „Cold War History” (Frank Cass Publishers), „Journal of Cold War Studies” (MIT Press). Został także wykładowcą w Collegium Civitas. Jest autorem wielu monografii poświęconych najnowszej historii Polski, w tym aparatowi represji PRL i przygotowaniom oraz przebiegowi stanu wojennego w Polsce, a także wydawcą źródeł do najnowszej historii Polski. Napisał poświęcony Polsce rozdział Czarnej księgi komunizmu (wyd. 1997, wyd. polskie 1999). W latach 90. był ekspertem komisji sejmowych badających kwestię legalności stanu wojennego i postawienia osób za niego odpowiedzialnych przed Trybunałem Stanu.
W 1999 z rekomendacji parlamentarzystów Unii Wolności został powołany w skład Kolegium Instytutu Pamięci Narodowej I kadencji. W 2007 Sejm wybrał go na tę funkcję na II kadencję, był wówczas kandydatem posłów Platformy Obywatelskiej. W 2011 został wybrany do nowo powołanej Rady IPN, a następnie powołany na jej przewodniczącego; organ ten został jednak zniesiony nowelizacją ustawy o IPN w 2016.
W 2002 zasiadł w Radzie Konsultacyjnej Centrum Monitoringu Wolności Prasy Stowarzyszenia Dziennikarzy Polskich. Członek jury Nagrody Literackiej i Historycznej Identitas. W 2013 powołany w skład Rady Muzeum przy Muzeum Historii Żydów Polskich Polin w Warszawie.
W 2019 ukazała się jego biografia, opracowana przez Patryka Pleskota w formie wywiadu, pt. Góry i teczki. Opowieść człowieka umiarkowanego. Biografia mówiona Andrzeja Paczkowskiego (IPN, Warszawa 2019, ISBN 978-83-8098-635-0). Wśród wypromowanych przez niego doktorów znaleźli się Anita Magowska (1993), Ewa Roszkowska (1997), Adam Burakowski (2007). Jest autorem biogramu Józefa Światły w Polskim Słowniku Biograficznym (tom 51 z 2016).

## Odznaczenia i wyróżnienia
W 1980 został odznaczony Srebrnym Krzyżem Zasługi, w 2000 Krzyżem Kawalerskim, a w 2011 Krzyżem Oficerskim Orderu Odrodzenia Polski. Udekorowany nim został podczas II ogólnopolskiego seminarium pt. Archiwa Przełomu 1989–1991 w czasach przełomu zorganizowanego w Pałacu Prezydenckim w październiku 2012.
W 2005 otrzymał Srebrny Medal „Zasłużony Kulturze Gloria Artis”.
Wyróżniony ponadto m.in. Nagrodą „Miesięcznika Literackiego” za książkę Prasa polska w latach 1918–1939 (1980), Nagrodą Publicystyczną im. Juliusza Mieroszewskiego (1995), Nagrodą Naukową KLIO (1996, za książkę Pół wieku dziejów Polski 1939–1989), Nagrodą Fundacji na rzecz Nauki Polskiej (1997), Nagrodą Edukacyjną Prezydenta miasta stołecznego Warszawy dla Najlepszego Nauczyciela Akademickiego (2003).

## Publikacje

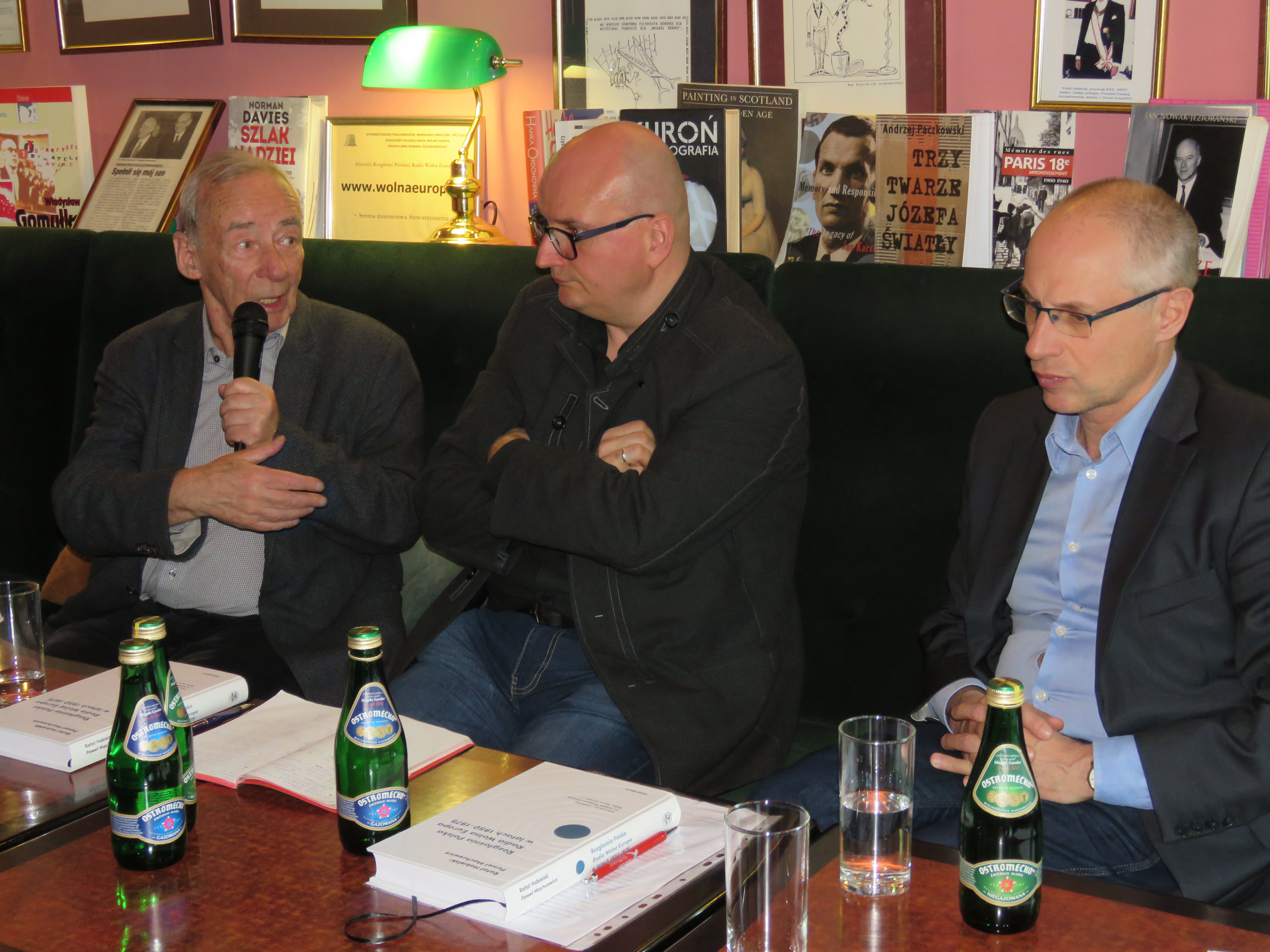
Profesorowie: Andrzej Paczkowski, Sławomir Łukasiewicz, Paweł Machcewicz – Stowarzyszenie Pracowników, Współpracowników i Przyjaciół Rozgłośni Polskiej Radia Wolna Europa Imienia Jana Nowaka-Jeziorańskiego, Warszawa, 25 kwietnia 2019

- Zakopane i okolice, Warszawa 1968.
- Prasa polityczna ruchu ludowego 1918–1939, Warszawa 1970.
- Prasa drugiej Rzeczypospolitej 1918–1939, Warszawa 1971.
- Czwarta władza. Prasa dawniej i dziś, tom 265 serii wydawniczej Omega, Warszawa 1973.
- Prasa polonijna w latach 1870–1939. Zarys problematyki, Warszawa 1977.
- Prasa i społeczność polska we Francji w latach 1920–1940, Kraków 1979.
- Prasa polska w latach 1918–1939, Warszawa 1980.
- Śladem wielkich gór, Warszawa 1981.
- Prasa codzienna Warszawy w latach 1918–1939, Warszawa 1983.
- Historia polityczna Polski 1944–1948, Warszawa 1985.
- Gomułka i inni. Dokumenty z archiwum KC 1948–1982. Wybór źródeł (pod pseudonimem Jakub Andrzejewski), Warszawa 1986.
- Stanisław Mikołajczyk czyli klęska realisty (zarys biografii politycznej), Warszawa 1991.
- Czarna księga komunizmu (współautor), Paryż 1997.
- Pół wieku dziejów Polski 1939–1989, Warszawa 1998.
- Od sfałszowanego zwycięstwa do prawdziwej klęski: szkice do portretu PRL, Kraków 1999.
- Droga do „mniejszego zła”. Strategia i taktyka obozu władzy; lipiec 1980 – styczeń 1982, Kraków 2001.
- Strajki, bunty, manifestacje jako „polska droga” przez socjalizm, Poznań 2003.
- Wojna polsko-jaruzelska. Stan wojenny w Polsce 13 XII 1981 – 22 VII 1983, Warszawa 2006.
- Trzy twarze Józefa Światły. Przyczynek do historii komunizmu w Polsce, Warszawa 2009.
- Fakty, pogłoski, nastroje. Dziennik czasu wojennego (14 XII 1981 – 13 VIII 1982), Warszawa 2019.
- Wina, kara polityka. Rozliczenia ze zbrodniami II wojny światowej (współautor z Pawłem Machcewiczem), Kraków 2021.